# Pseudoclanis somaliae
Pseudoclanis somaliae is een vlinder uit de familie pijlstaarten (Sphingidae). De wetenschappelijke naam van deze soort is voor het eerst geldig gepubliceerd in 2007 door Ulf Eitschberger.
De soort komt voor in het Afrotropisch gebied.